# Triste-pia
O triste-pia (Dolichonyx oryzivorus) é uma ave passeriforme da família Icteridae.

## Características
Membro único do gênero Dolichonyx, o triste-pia mede aproximadamente 16 cm de comprimento. Apresenta acentuado dimorfismo sexual: o macho é uniformemente negro da parte anterior da cabeça até toda a parte inferior do corpo, com a nuca com coloração creme, e lado superior das asas, região terminal das costas e uropígio brancos; a fêmea possui plumagem castanho-clara, com faixas negras nas costas, nos flancos e na cabeça.
Vive em pântanos, campos e plantações de arroz e sorgo. Nativa da América do Norte, realiza migrações em direção ao sul até a Argentina, Brasil e Paraguai.
Alimenta-se principalmente de sementes e insetos. Nidifica em campos de capim alto, onde as fêmeas depositam de 5 a 6 ovos em um ninho em formato de xícara. Os machos geralmente são políginos.